# 青森ワッツ
青森ワッツ（あおもりワッツ、英: Aomori Wat's）は、青森県青森市をホームタウンとする青森県初のプロバスケットボールチーム。運営法人は青森スポーツクリエーション株式会社。「ワッツ」とは熱い時や力強くスピーディーなことを表す際に使う青森県の方言に由来する。2012年に創設され、現在はB2リーグの東地区に所属している。

## 概要

### チアダンスチーム
- Blue Rings　ブルーリングス

チーム名には、青く燃える情熱のブルーが凛（りん）と輝き、リング（輪）となり、「和」を広げる という思いが込められている。ワッツホームゲームでのパフォーマンスを始め、ブースターや選手への見送りや出迎え、MC、イベント盛り上げ等を行っている。また、地域のイベントへの出演、チア普及活動（チア教室）、地域貢献活動も推進している。

### アルコール販売の解禁
青森県はワッツ以前にはプロスポーツチームが存在せず、試合観戦には付き物であるアルコールについても、会場での販売の前例が無いために販売が禁止されていた。だが2013年12月21日の八戸市での試合より会場でのアルコール販売が行われ、娯楽の場としての役割をより強めることとなった。

## 歴史

### bjリーグ

#### 参入まで
クラブ設立以前、学校法人光星学院の理事長・中村覺を発起人とする青森プロバスケットボールチーム設立準備室が、八戸市を本拠地としてbjリーグ参入を目指していた。八戸市では2010年、光星学院による日本初の小・中学生を対象にしたバスケットボールスクールが開講しており、チーム設立の機運が高まっていた。bjリーグ本部は2011年7月に設立準備室の参入を認可。2012-13シーズンより参戦することが決まった。同年9月には秋田ノーザンハピネッツと岩手ビッグブルズのプレシーズンゲームが八戸市体育館にて行われ、観客およそ1,700人を集めていた。しかし、設立準備室はスポンサーの獲得に失敗。リーグ参入を1季延期しスポンサー確保に奔走していたが、結局活動を停止していた。
これに替わったのが、青森銀行出身の下山保則を中心としたグループであった。設立準備室が八戸市を本拠地と定めたのに対し、下山らは青森県全域を本拠地とするチーム作りを目指し活動、懸案であった資金の確保も、銀行での勤務経験を持ち支店長も歴任した下山の力によって達成された。2012年7月、bjリーグ2013-14シーズンからの参入が決定。同時にチームの運営会社である青森スポーツクリエイション株式会社が設立され、下山が社長に就任した。
チーム名、ロゴ、マスコットキャラクターを一般公募し、チーム名は2012年9月に青森市内の会社員が応募した「ワッツ」に決定。12月に青い炎をモチーフにしたロゴを、翌2013年3月には、階上町の小学生が応募したリスのキャラクターをマスコットに採用した。このキャラクターは「クイッキー・デッチ」と命名され、2013年10月には着ぐるみが披露された。また、参入決定時点で運営会社の人員は下山のみだったため、青森出身の元秋田フロントスタッフらを登用し、体制を整えていった。

#### 2013-14シーズン
2013年3月、鶴田町出身の棟方公寿がヘッドコーチ（HC）に就任。bjリーグドラフト会議にてストリートボール日本代表の経歴を持つ原毅人を指名。また既存チームから選手を獲得する拡張ドラフトでは、高岡大輔と澤口誠を指名した。他においらせ町出身の北向由樹、五所川原市出身の下山大地、青森山田高校、八戸大学出身の佐々木裕也の地元関係選手3名と、山口祐希、アンソニー・ケント、小島佑太、アブドゥーラ・クウソー、トレーナーの渡辺浩二、ゴードン・クライバー、アイオワ大学出身のルーキーエリック・メイを加え、初年度のメンバーは原とメイ以外bjリーグの経験者で固めた。
9月21日と22日に東北の4チームによる「東北カップ」が行われ、初日に秋田に66-67、2日目に仙台に72-76で敗れた。シーズン開幕前にはブースター会員（ファンクラブ会員）が2,000人を超えた。
10月5日、ホーム・八戸東体育館において岩手を迎え開幕戦に臨み、68対53で勝利。bjリーグ全体の平均観客数が2013年12月15日現在1,593人であるのに対し、青森はこの開幕戦で1,633人の観客を集めた。16試合を終えた時点で、1試合の平均失点68.0点と守備力を発揮して8勝8敗、プレイオフ進出圏内の6位に付けた。青森と対戦した富山HCのボブ・ナッシュは「バランスの良い攻撃と堅い守備を行う危険なチーム」と評した。シーズン終盤は横浜や仙台との順位争いを制して東11チーム中6位でプレイオフ進出を決めた。プレイオフ・ファーストラウンドはアウェイで東3位の秋田に2連敗して敗退した。

#### 2014-15シーズン
棟方HCの2季目。前福岡の石谷聡、前高松のポール・ウィリアムスらを補強。東6位で出場したプレイオフ・ファーストラウンドで東3位の仙台を破り、カンファレンスセミファイナルに初進出。セミファイナルでは岩手に敗れてシーズンを終えた。

#### 2015-16シーズン
佐藤信長が2代目HCに就任。ナイル・マーリーらを補強。八戸市東体育館で開幕戦に臨み、仙台に85-103で敗れた。東12チーム中8位で3シーズン連続のプレイオフ進出が決定。プレイオフ・ファーストラウンドはアウェイで東1位の富山に敗れた。

### B.LEAGUE

#### 2016-17シーズン（B2 東地区）
このシーズンよりbjリーグとNBLが統合されてBリーグが発足、青森はB2リーグ東地区所属となった。HCはbjリーグ時代に引き続き佐藤が務める。8選手が入れ替わり、主将を務める下山大地を含め、県出身者は4人となった。下山はB2リーグ優勝を目標に掲げた。
開幕戦はアウェイで茨城と対戦し、第2戦を69-63で制してB2リーグでの初勝利を記録。シーズン最終盤、4月23日の群馬戦から5月7日のシーズン最終戦・福島戦まで5連勝を記録した。通算成績は29勝31敗、東地区6チーム中4位でプレーオフ進出はならなかった。

#### 2017-18シーズン（B2 東地区）
佐藤HCの3季目。欧州各国でプレーした経験を持つインサイドプレーヤーのジョー・バートン、ニック・バンヤード、キース・ガロン、鹿児島から鮫島和人等が新たに加入した。
プレシーズンマッチは岩手と1勝1敗、B1の北海道に2敗し、計1勝3敗と負け越した。山形市総合スポーツセンターで開催された「B.LEAGUE 東北アーリーカップ2017」は、1回戦で岩手に73-70で惜敗。翌日に行われた5-6位決定戦も福島に63-87で敗れ、6位で終えた。
シーズン開幕から8連敗を喫するなど成績が低迷したため、2018年2月26日に佐藤HCを解任。後任に北谷稔行が就任した。最終成績は18勝42敗で東地区6チーム中5位。

#### 2018-19シーズン（B2 東地区）
北谷が続投し、アソシエイトヘッドコーチ（AHC）に就任した。前季より勝利数を減らし、15勝45敗で東地区6チーム中最下位となったが、B2・B3入れ替え戦の出場対象となるリーグ全体最下位は免れた。

#### 2019-20シーズン（B2 東地区）
北谷体制3季目。下山大地が2季ぶりに復帰。シーズンは途中で新型コロナウイルス感染症拡大の影響により打ち切りになったが、前シーズンより勝利数を増やし、21勝26敗で東地区6チーム中4位となった。

#### 2020-21シーズン（B2 東地区）
北谷体制4季目。コロナ禍の影響により東西2地区制となった。選手はジョシュア・クロフォード、スティーブン・ハートらを補強。シーズン途中に駒沢颯が特別指定選手として加入し、練習生の池田祐一とも選手契約した。
開幕直後から大型連敗を繰り返し、シーズン7勝でB2リーグ全体最下位となった（今シーズンはB3リーグとの入れ替えは無し）。

#### 2021-22シーズン（B2 東地区）
北谷がAHCを退任し、青森スポーツクリエイションの社長に就任。HCには前広島HCの堀田剛司が就任。選手は4季ぶりに下山大地が主将を務め、門馬圭二郎、野里淳貴、駒沢颯と正選手契約。新たに、仙台から3季ぶりに臼井弘樹が復帰、香川から藤岡昂希、福島から喜久山貴一、奈良から伊藤大和、八戸ダイム（3x3チーム）からレナルド・ディクソン、ライアン・リチャーズ、チーム初のアジア特別枠選手（フィリピン）のカマーク・カリノらを補強した。
開幕5連敗スタートののち6戦目の奈良戦でシーズン初勝利をあげたが、10試合終了後にスコアリーダーのマイケル・クレイグが退団。2季ぶり復帰のラキーム・ジャクソンや練習生だった佐々木拓哉と選手契約したが、12月から4月にかけてB2リーグワーストの30連敗を喫した。連敗中の12月26日には堀田HCを解任し、竹内峻ACがHC代行となっている。2月21日に前奈良HCのフェルナンド・カレロ・ヒルがHCに就任。最終成績は5勝47敗で、2季連続でB2リーグ全体最下位となった。

#### 2022-23シーズン（B2 東地区）
新HCに前シーズンまで越谷でACを務めていた高原純平が就任。
秋田からアレックス・デイビス、ハンガリーリーグからイージェイ・モンゴメリー、三遠から常田耕平、マックス・ヒサタケ、京都ハンナリーズから内田旦人、BEEFMAN.EXEからホール百音アレックス、西宮ストークスから福田真生が加入。元青森の會田圭佑や池田祐一、寺嶋恭之介が復帰した。
シーズン途中から日本大学在学中の佐藤大介、白鷗大学在学中の東海林奨、越谷アルファーズサポートコーチをしていた栗原クリスが加入した。
前シーズンより成績は上昇し、28勝32敗と福島と同率の東地区５位だが、ワイルドカード下位枠（全体8位）で、Bリーグ発足後初のプレーオフ進出を決めた。プレーオフは東地区1位のアルティーリ千葉に2連敗し敗退となった。

#### 2023-24シーズン（B2 東地区）
前シーズンからHC高原純平、會田圭佑、内田旦人、常田耕平、ホール百音アレックス、佐藤大介、東海林奨、池田祐一、福田真生、栗原クリス（通訳兼任）、マックス・ヒサタケ、イージェイ・モンゴメリーが契約継続。
下山大地（山口パッツファイブへ移籍）、野里惇貴（青森ワッツネクストへ移籍）、アレックス・デイビス（アルティーリ千葉へ移籍）の3選手とACを務めた阿保直樹（香川ファイブアローズへ移籍）も退団した。寺嶋恭之介はスキルコーチとして契約。
新規選手としてB1横浜ビーコルセアーズからチェコ代表を務めたこともあるパトリック・アウダが加入した。

##### ANEW Holdingsによる経営参画、そして突然の破産の影響
2023年夏に東京都千代田区に本社を置く「ANEW Holdings」がクラブの運営会社の経営参画を発表したが、2024年2月22日付で東京地方裁判所から破産手続き開始決定を受けた。その影響で、同年3月2日の福島戦の試合後の記者会見で、今シーズン中にもチームの解散を迫られる可能性があると明らかとなった。
さらに、青森スポーツクリエイションの藤永裕二会長はクラブの経営状況について債務超過が昨年度末の時点でおよそ3800万円に上り、今後のクラブの安定経営には今年6月までに、約5000万円が必要だと説明した。その上で、債務状況を改善できない場合、ライセンスが交付されず、最悪の場合には、今シーズン中にもチームの解散を迫られる可能性もあると説明した。一方、ANEW Holdingsの破産管財人との調整が進み、金融機関から融資を受けられるなどすれば、チームを存続できると説明した。
2024年4月23日、東京都に本社を置く資産管理会社「メルコグループ」が新しいオーナー企業になることや同企業並びに関連会社による資金投入により、青森スポーツクリエイションの債務超過を解消することを発表した。これにより、継続審議となっていた来シーズンのB2ライセンス交付が決定となり、同リーグに残留することになった。

## 成績

### 過去のリーグ戦

#### bjリーグ
| 年度    | レギュラーシーズン | レギュラーシーズン | レギュラーシーズン | レギュラーシーズン | レギュラーシーズン | レギュラーシーズン | レギュラーシーズン | レギュラーシーズン | 最終結果 | HC       | 備考                      |
| 年度    | 勝                 | 敗                 | 勝率               | ゲーム差           | 得点               | 失点               | 得失点差           | 順位               | 最終結果 | HC       | 備考                      |
| ------- | ------------------ | ------------------ | ------------------ | ------------------ | ------------------ | ------------------ | ------------------ | ------------------ | -------- | -------- | ------------------------- |
| 2013-14 | 27                 | 25                 | .519               | 15.0               | 73.1               | 72.2               | 0.9                | 東6位              | 9位      | 棟方公寿 | プレイオフ 地区1回戦出場  |
| 2014-15 | 23                 | 29                 | .442               |                    |                    |                    |                    | 東6位              | 5位      | 棟方公寿 | プレイオフ 地区準決勝出場 |

ゲームは()外は1位、()内はプレイオフ圏との差をそれぞれ表している。
その他の試合
- 東北カップ
  - 2013-14シーズン : 4位
  - 2014-15シーズン : 3位
  - 2015-16シーズン : 2位
  - 2016-17シーズン : 6位
  - 2017-18シーズン : 6位
  - 2018-19シーズン : 3位
  - 2019-20シーズン :５位
  - 2020-21シーズン : コロナで中止
  - 2021-22シーズン : 5位
  - 2022-23シーズン : 1回戦敗退
  - 2023-24シーズン : 4位

## 選手とスタッフ

### 現行ロースター

#### 歴代ヘッドコーチ
1. 棟方公寿 (2013-2015)
2. 佐藤信長 (2015-2018.2)
3. 北谷稔行 (2018.2-2021)
4. 堀田剛司 (2021-2021.12)
  1. 竹内峻 (代行、2021.12-2022.2)
5. フェルナンド・カレロ・ヒル（2022.2-2022）
6. 高原純平（2022-2024.2）
7. 大島洋介 (2024.2-)

#### 過去に所属していた選手
| 日本人選手 - 原毅人(2013-2014) - 佐々木裕也(2013-2014) - 高岡大輔(2013-2015) - 高橋憲一(2014-2015) - 石谷聡(2014-2015) - 北向由樹(2013-2016) - 澤口誠(2013-2016) - 小島佑太(2013-2016) - 山口祐希(2013-2016) - 中島良史(2015-2016) - 梅津大介(2015-2016) - 木村啓太郎(2016-2017) - 館山健太(2016-2017) - 下山大地(2013-2018) - 下山貴裕(2014-2018) - 長谷川暢(2018) | 外国籍選手 - エリック・メイ(2013) - ラマー・ロバーソン(2013) - アンソニー・ケント(2013-2014) - スタンリー・オシッティ(2013-2014) - アブドゥーラ・クウソー(2013-2014) - ダミアン・サンダース(2014-2015) - カイル・リチャードソン(2014-2015) - ゴードン・クライバー(2013-2014,2015) - ジーノ・ポマーレ(2014-2015) - ポール・ウィリアムス(2014-2015.12) - ジェシー・ペリー(2015-2016) - ナイル・マーリー(2015-2016) - アリフ・ブランド(2015.12-2016) |

## ユニフォーム

### ユニフォームスポンサー（2023-24シーズン）
- 前面：エプソンアトミックス（左肩）、INFLUX OFFSHORE WIND POWER HD（中央）
- 背面：吉田産業（背番号上部）、青森県民共済（選手名下部）
- パンツ：角弘（右前腰部）、青天の霹靂（右前太もも）、弘前大学整形外科（右後ろ）、プロクレアホールディングス／青森銀行（左後ろ）

### ユニフォームサプライヤー
- 2013年 - 2016年 ：ブル・ファイト
- 2016年 - 2021年 ：Mizuno
- 2021年 - 2023年 ：BFIVE[41]
- 2023年[42] - 2024年 ：SPALDING
- 2024年[43] - 2025年 ：CRATE
- 2025年[44] - 現在 ：SPALDING

### 歴代ユニフォーム
| HOME      | HOME      | HOME      | HOME      | HOME      |
| --------- | --------- | --------- | --------- | --------- |
| 2017 - 18 | 2018 - 19 | 2019 - 20 | 2020 - 21 | 2021 - 22 |
| 2022 - 23 | 2023 - 24 | 2024 - 25 | 2025 - 26 |           |
|           |           |           |           |           |

| AWAY      | AWAY      | AWAY      | AWAY      | AWAY      |
| --------- | --------- | --------- | --------- | --------- |
| 2017 - 18 | 2018 - 19 | 2019 - 20 | 2020 - 21 | 2021 - 22 |
| 2022 - 23 | 2023 - 24 | 2024 - 25 | 2025 - 26 |           |
|           |           |           |           |           |

| Other         | Other                  | Other         | Other         | Other         |
| ------------- | ---------------------- | ------------- | ------------- | ------------- |
| 2019 - 20 3rd | 2021 - 22 3rd 弘前開催 | 2022 - 23 3rd | 2022 - 23 4th | 2023 - 24 3rd |
|               |                        |               |               |               |

## ホームアリーナ
| シーズン | リーグ | 全体の ホームゲーム数 | マエダ | その他の会場                                                  | ポストシーズン |
| 2016-17  | B2     | 30                    | 8      | 八戸東：10 県武道館：4 五所川原：4 黒石：2 十和田：2          |                |
| 2017-18  | B2     | 30                    | 14     | 八戸東：6 県武道館：2 五所川原：2 黒石：2 三沢：4             |                |
| 2018-19  | B2     | 30                    | 0      | 八戸東：8 カクヒロ：6 県武道館：2 五所川原：4 黒石：2 三沢：8 |                |
| 2019-20  | B2     | 24                    | 0      | 八戸東：6 カクヒロ：5 五所川原：5 黒石：6 三沢：2             |                |
| 2020-21  | B2     | 28                    | 14     | 八戸東：6 県武道館：4 むつ：4                                 |                |
| 2021-22  | B2     | 25                    | 10     | 八戸東：4 県武道館：5 五所川原：2 むつ：2 FLAT：2             |                |
| 2022-23  | B2     | 30                    | 14     | 八戸東：4 県武道館：2 五所川原：4 三沢：2 むつ：4             |                |

会場凡例
マエダ - マエダアリーナ
八戸東 - 八戸市東体育館
カクヒロ - カクヒログループスタジアム
県武道館 - 青森県武道館
五所川原 - 五所川原市民体育館
黒石 - スポカルイン黒石
十和田 - 十和田市総合体育センター
三沢 - 三沢市国際交流スポーツセンター
むつ - むつマエダアリーナ
ひらかわ - ひらかわドリームアリーナ
FLAT - FLAT HACHINOHE

## マスコット
- クイッキー・デッチ[7]

出身地は青い森。チームのホームページ内には、クイッキー・デッチが青森県内の名所を紹介するコーナーがある。